# Mark Nigrini
Mark J. Nigrini (...) è un matematico statunitense.

## Biografia
Nel 1989, dopo aver letto il testo scritto da Frank Benford nel 1938, cominciò a studiare la legge di Benford e, nel 1992, ne propose l'utilizzo per mettere alla prova la credibilità delle dichiarazioni dei redditi, dopo averla sperimentata con successo su casi reali con frode accertata.

## Opere
- 1992 - "The detection of income evasion through an analysis of digital distributions," tesi di dottorato presso l'Università di  Cincinnati
- 1996 - "A taxpayer compliance application of Benford's Law" in Journal of the American Taxation Association